# 纳戈尔诺-卡拉巴赫的维和行动
纳戈尔诺-卡拉巴赫的维和行动是第二次納戈爾諾-卡拉巴赫戰爭结束后，俄罗斯在納戈爾諾-卡拉巴赫執行的维和行动，目的是监督亞美尼亞和阿塞拜疆军队之间達成的停火協議。
根据2020年11月10日签署的2020年納戈爾諾-卡拉巴赫停火協議，俄罗斯向納戈爾諾-卡拉巴赫派遣了1,960名军人，這些軍人來自俄罗斯陆军第15独立机动步兵旅。俄羅斯维和部队的总部位于斯捷潘納克特附近，而且俄羅斯维和部队在納戈爾諾-卡拉巴赫接觸線和拉欽走廊沿线建立了观察哨。从2020年11月开始，俄罗斯维和部队协助红十字国际委员会寻找和交换亞美尼亞和阿塞拜疆双方阵亡士兵的遗体，后来还开始在该地区进行排雷行动。
2020年11月11日，俄罗斯和土耳其签署了一项諒解備忘錄，雙方決定共同创建了一个位于阿塞拜疆阿格達姆區附近的俄土联合监测中心（RTJMC）。12月，土耳其向阿塞拜疆派遣了136名排雷兵协助排雷，并培训阿塞拜疆的排雷人员。土耳其还派遣了35名军官到阿塞拜疆。2021年1月30日，RTJMC正式開售運作，总共有60名来自俄土的军人通過无人机监测停火情况。
俄罗斯维和部队表示，2020年12月11日，有人违反停火協議，阿塞拜疆军队于12月12日夺取了欣塔赫尔的控制权。后来阿尔察赫共和国当局证实有六名士兵受伤。阿尔察赫共和国和阿塞拜疆双方互相指责對方挑起冲突。俄罗斯维和部队请求双方尊重此前達成的停火協議。12月13日，俄罗斯维和部队接管了欣塔赫尔。然而第二天，俄罗斯国防部表示當地已由阿塞拜疆實際控制。
阿爾察赫封鎖開始後，人们質疑俄羅斯维和部队是否有能力和有意愿确保拉钦走廊自由和安全地通行。
2024年4月17日，克里姆林宮證實，曾因2020年第二次纳卡战争後簽署的三國聯合聲明而進駐納戈爾諾-卡拉巴赫和拉欽走廊的俄維和部隊正在撤離該地區，該地區現完全由亞塞拜然所控制
。

## 历任俄罗斯维和部队指挥官
- 2020年11月11日—2021年9月9日：鲁斯塔姆·乌斯马诺维奇·穆拉多夫（英语：Rustam Muradov）中将（Рустам Усманович Мурадов）
- 2021年9月9日—2021年9月25日：米哈伊尔·叶夫根尼耶维奇·科索博科夫中将（Михаил Евгеньевич Кособоков）
- 2021年9月25日—2022年1月11日：根纳季·弗拉基米罗维奇·阿纳什金（俄语：Анашкин, Геннадий Владимирович）中将（Геннадий Владимирович Анашкин）
- 2022年1月11日—2023年4月25日：安德烈·沃尔科夫少将（Андрей Волков）
- 2023年4月25日—2023年9月3日：亚历山大·连佐夫（英语：Alexander Lentsov）上将（Александр Иванович Ленцов）
- 2023年9月3日—2024年4月17日：基里尔·杰尼索维奇·库拉科夫少将（Кирилл Денисович Кулаков）（末任）